# Cinema Arlecchino
L'ex-Cinema Arelcchino è un edificio del centro storico di Firenze, situato in via de' Bardi 45- 47- 49.

## Storia e descrizione

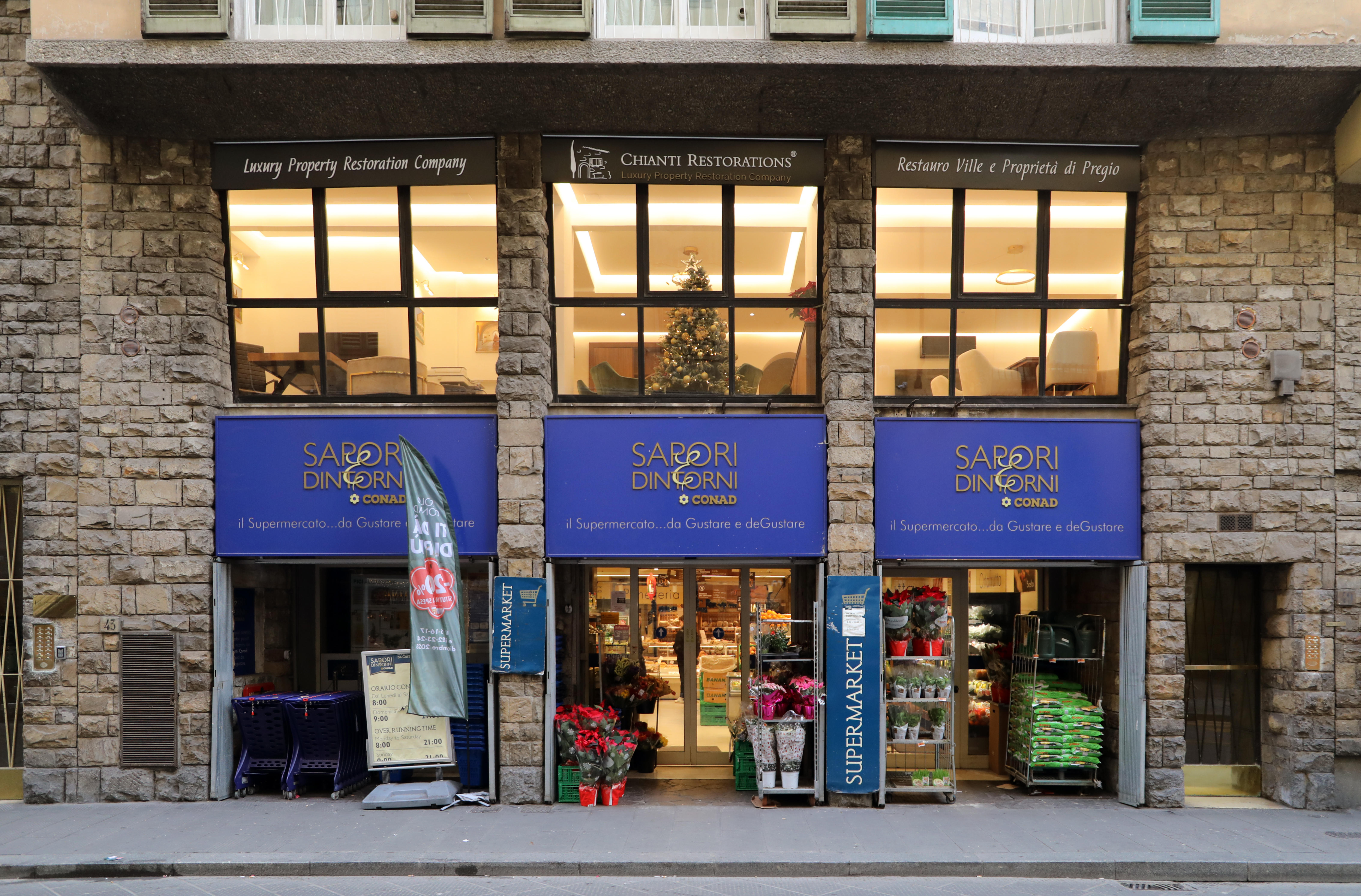
Ex-ingresso del cinema, oggi supermercato

Era qui un palazzo già facente parte dei beni che la famiglia Canigiani aveva nella zona, segnalato da Augusto Garneri nel 1924 come palazzo Ciampi e ricordato per essere stato l'abitazione, negli anni di Firenze Capitale, di Napoleone Giuseppe Carlo Paolo Bonaparte, soprannominato "Plon-Plon" (consorte dal 1856 della principessa Clotilde di Savoia, figlia di Vittorio Emanuele II). 
Questo palazzo fu raso al suolo dalle mine poste dall'esercito tedesco in ritirata nell'agosto del 1944. 
L'attuale edificio, realizzato su progetto dell'architetto Nino Jodice alla fine degli anni cinquanta del Novecento (1959), non mostra esternamente elementi di particolare pregio, e la sua limitata fortuna è stata unicamente legata alla presenza, negli ambienti terreni, del cinema Arlecchino, peraltro nell'ultimo periodo di attività destinato alla programmazione di film per adulti. 
Tale spazio è da segnalare per la ricca decorazione interna, eseguita contemporaneamente alla realizzazione del locale, da vari artisti: nell'atrio, dove c'era la biglietteria e il bar, sono alcuni pannelli e pilastri in ceramica di Arnaldo Miniati; nella sala di proiezione un fregio dello stesso Miniati, una serie di pannelli a tempera firmati da Vinicio Berti e datati al 1959 e un affresco raffigurante le maschere tradizionali attribuito a Mila Malvezzi; nella rampa d'uscita altri pannelli di artisti fiorentini attivi alla fine degli anni cinquanta (Vinicio Berti, Pirzio, Silvio Loffredo, Adorno Bonciani, Mario Innocenti, Giuliana Corsini, Mario Calderai, Mario Mariotti, Marcello Guasti, Armando Vanni Cortecci). 
Chiuso nel 2007, il cinema ha a lungo presentato un ingresso (un breve porticato con tre pilastri rivestiti in pietra a rustica) in uno stato di estremo degrado. Acquistati da Conad del Tirreno, gli spazi al terreno sono stati nel 2010 restaurati e adattati (rispettando le opere prima ricordate) per accogliere un piccolo ma funzionale supermercato. 

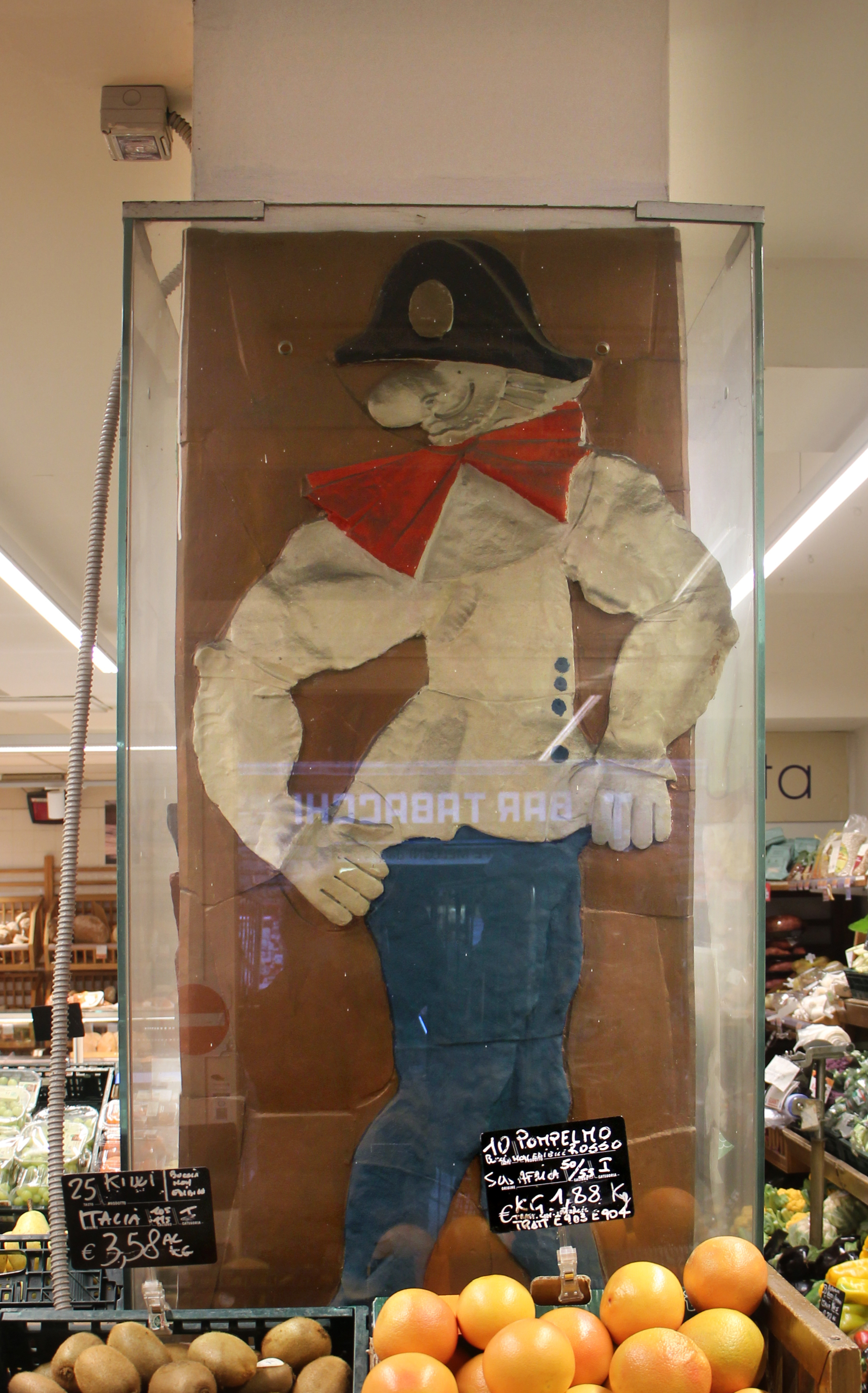
Uno degli Arlecchini dell'ex-foyer

Sul lato posteriore in via Stracciatella si apprezza una ampia terrazza, soprelevata rispetto alla strada di un solo piano, che costituisce la copertura di quella che era la sala di proiezione del cinema. Su questa, da lato sinistro, è un basso corpo di fabbrica in margine all'ampio spazio terrazzato, pensato da Nino Jodice e in effetti inizialmente destinato ad accogliere botteghe artigiane, che della terrazza potevano usufruire per esporre le proprie produzioni. Dal lato della strada, in corrispondenza di questo corpo, è un tabernacolo con una moderna Madonna col Bambino in terracotta, opera di Libero Andreotti del 1923, donato dalla vedova dello scultore al Comitato per l'Estetica Cittadina in occasione dell'intervento di ripristino dell'area inaugurato nel 1959.

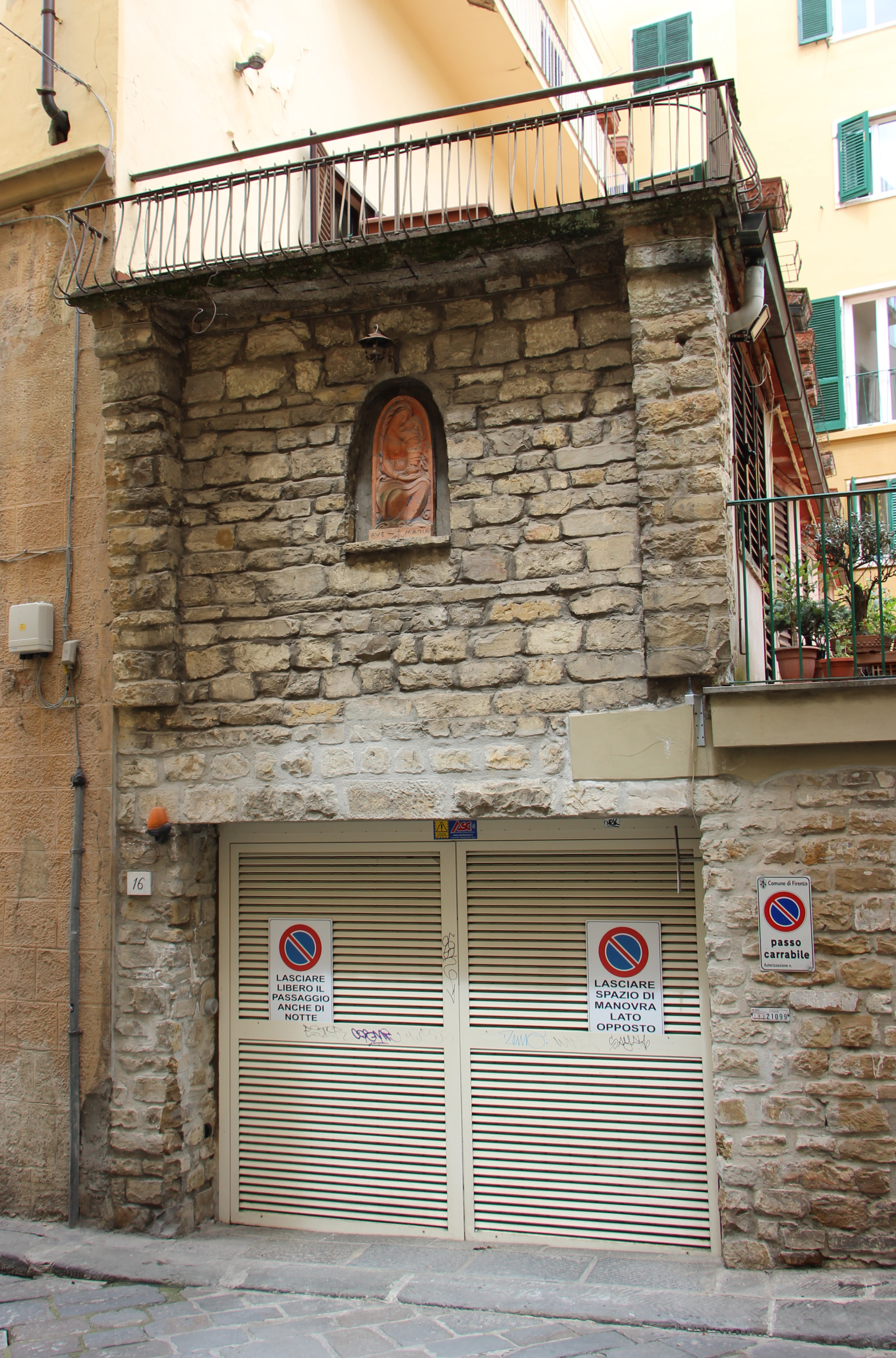
Il tabernacolo di Libero Andreotti